# Yumemiru Shōjō Ja Irarenai
Singles de Nanase Aikawa
Bye Bye.
(1996)
Yumemiru Shōjō Ja Irarenai est le 1er single de Nanase Aikawa, sorti sous le label Avex Trax le 8 novembre 1995 au Japon. Il atteint la 12e place du classement de l'Oricon et reste classé pendant 18 semaines pour un total de 368 230 exemplaires vendus. Yumemiru Shōjō Ja Irarenai se trouve sur l'album Red et les compilations ID et Rock or Die.

## Liste des titres
| 1. | Yumemiru Shōjō Ja Irarenai (夢見る少女じゃいられない)                    |  |
| 2. | Miss You                                                                 |  |
| 3. | Yumemiru Shōjō Ja Irarenai (Original Karaoke) (夢見る少女じゃいられない) |  |